# Colias wiskotti
Espèce
Colias wiskotti est une espèce de papillons de la famille des Pieridae, de la sous-famille des Coliadinae et du genre Colias.

## Dénomination
Colias wiskotti a été décrit par Otto Staudinger en 1882.

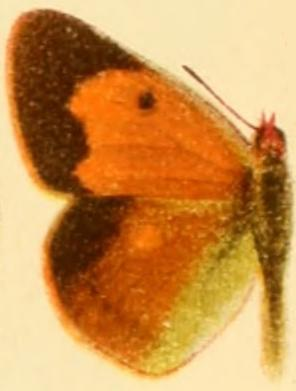
Colias wiskotti femelle.

### Sous-espèces
- Colias wiskotti wiskotti (Staudinger, 1882)
- Colias wiskotti aurea (Kotzsch, 1937)
- Colias wiskotti chrysoptera (Grum-Grshimailo, 1888)
- Colias wiskotti draconis (Grum-Grshimailo, 1891)
- Colias wiskotti sagina (Austaut, 1891)
- Colias wiskotti separata (Grum-Grshimailo, 1888)
- Colias wiskotti sweadneri (Clench et Shoumatoff, 1956) en Afghanistan[1].

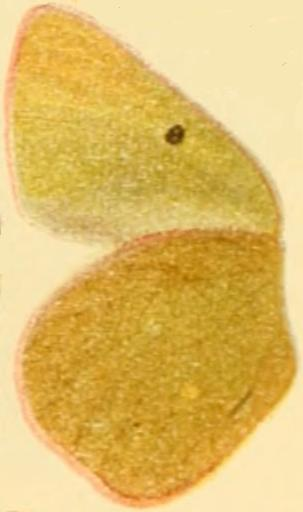
Colias wiskotti revers.

## Description
Colias wiskotti présente des ailes antérieures à apex angulaire. Sa couleur varie du blanc au jaune ou à l'orange suivant les sous-espèce avec sur le dessus une très large bande noire le long du bord externe. Le revers est uni.

## Biologie

### Plantes hôtes
Les plantes hôtes de sa chenille sont des Acantholimon , des Oxytropis et Onobrychis echidna.

## Écologie et distribution
Colias wiskotti est présent au Turkménistan, en Ouzbékistan et en Afghanistan.

### Biotope
Colias wiskotti se rencontre en montagne entre 2 400 m et 4 000 m.

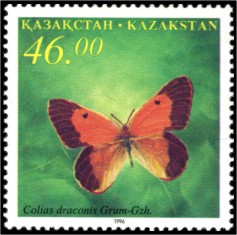
Colias wiskotti sur un timbre kazakh.

### Protection
Il n'a pas de statut de protection particulière.

## Philatélie
L'Ouzbékistan a émis un timbre en 1995. 